# 寺津八幡社

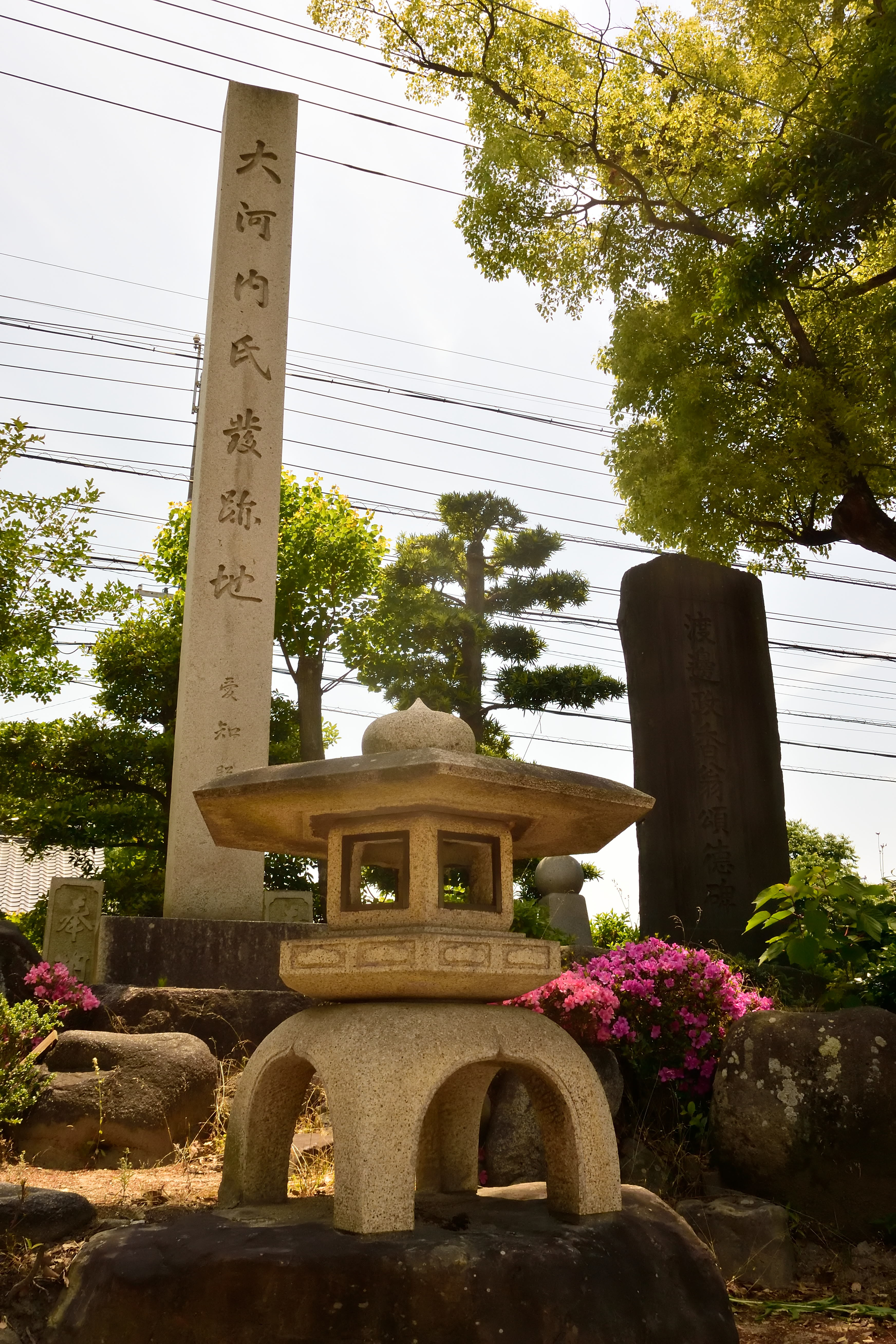
大河内氏発祥地（左）と渡辺政香領徳碑（右）

寺津八幡社（てらづはちまんしゃ）は、愛知県西尾市寺津町にある神社である。

## 概要
旧社格は県社。江戸時代の国学者・渡辺政香が神職を務めたことで知られる。
誉田別尊、徳川家康を祀る。

## 歴史
建久年間（1190年 - 1199年）に大河内氏の初代、顕綱によって創建されたと伝えられる。1632年（寛永9年）の社殿改築時に東照宮を合祀した。1920年（大正10年）に県社に列せられた。
大河内氏（大河内松平家）との関わりは深く、境内に「大河内氏発祥地」や末裔である大河内正敏（物理学者）による「八幡宮」の碑が建つ。また、扁額の「縣社八幡社」は徳川宗家16代の徳川家達の書である。
大河内氏は源頼政の孫の顕綱が三河国額田郡大河内郷（現在の岡崎市内）に移り住み、土地の名を称したのが始まりであるとされる。従って本来この地は発祥地ではないが、初代によって神社が創建されたという由来や、10代信政の時に寺津城を築くなど、長い間寺津を領地とした関係で「大河内氏発祥地」の碑が建てられた。

## 寺津八幡書庫
渡辺政香が『参河誌』を編纂するにあたり、三河のみならず、江戸や京、大坂などから書写したり蒐集した膨大な史料や、自らの著作を納めるため、1823年（文政6年）、境内に寺津八幡書庫が造られた。収蔵されていた本は、現在「寺津八幡書庫旧蔵本」として西尾市岩瀬文庫に納められている。